# Á
Á (minuskule á) je písmeno latinky. Nazývá se A s čárkou nebo též v češtině dlouhé A. Používá se v abecedě češtiny, slovenštiny, čínštiny, nizozemštiny, faerštiny, galicijštiny, maďarštiny, islandštiny, irštiny, lakotštiny, navažštiny, okcitánštiny, portugalštiny, sámštiny, španělštiny a velštiny. Dříve se též používalo v abecedě grónštiny, kde značilo krátké A před dvěma souhláskami (např. Sarfánguit-Sarfannguit).